# Google DeepMind
Google DeepMind est une entreprise spécialisée dans l'intelligence artificielle appartenant à Google. L'entreprise s'est notamment faite connaitre par son programme de jeu de Go AlphaGo, son logiciel AlphaFold (qui permet de prédire la structure des protéines à partir de leurs séquences en acides aminés) puis par AlphaGenome (une IA spécialisée dans le génome humain, capable d'aider à mieux comprendre les maladies génétiques, leurs causes, leurs effets fonctionnels et de potentielles nouvelles cibles thérapeutiques). Cette IA pourra aussi faire progresser la biologie synthétique en aidant à cartographier les éléments fonctionnels cruciaux du génome tout en comprenant mieux leurs rôles).

## Histoire
Originellement appelée DeepMind Technologies Limited et fondée en 2010 par Demis Hassabis, Mustafa Suleyman et Shane Legg, elle est rachetée le 26 janvier 2014, par Google pour plus de 628 millions de dollars américains,. 
Le 20 avril 2023, la section "Brain" de Google Research et Deepmind fusionnent pour devenir Google Deepmind. 

## Recherche
L'objectif de DeepMind est de « résoudre l'intelligence ». Pour cela l'entreprise essaie de combiner « les meilleures techniques de l'apprentissage automatique et des neurosciences des systèmes pour construire de puissants algorithmes d'apprentissage généraliste ». L'entreprise souhaite non seulement doter les machines d'intelligence artificielle performante, mais aussi comprendre le fonctionnement du cerveau humain. Demis Hassabis explique : 

« Tenter de distiller l'intelligence dans une construction algorithmique peut s'avérer être le meilleur chemin pour comprendre le fonctionnement de nos esprits. »

— Demis Hassabis, Nature, 23 février 2012.
L'entreprise s'est d'abord concentrée sur le développement de systèmes informatiques « intelligents », capables de jouer à des jeux tels que le go ou à des jeux d'arcade. Selon Shane Legg une machine à l'intelligence comparable à l'intelligence humaine peut être réalisée « lorsqu'une machine peut apprendre à jouer à une très large gamme de jeux à partir de flux perceptuels d'entrée et de sortie, et d'utiliser la compréhension acquise entre les jeux [...]. » La présentation d'une intelligence artificielle capable d'apprendre à jouer à sept jeux différents sur Atari 2600 (Pong, Breakout, Space Invaders, Seaquest, Beamrider, Enduro, et Q*bert) aurait motivé leur acquisition par Google.
En 2015, dans le numéro de la revue Nature de février 2015 DeepMind montre que son logiciel est maintenant meilleur qu'un expert humain des jeux vidéo pour 22 titres classiques d'Atari sur 49 testés, mais encore inférieur aux performances humaines dans 20 autres jeux, et ne dépassant pas un joueur humain pour les titres restants. La principale limitation du logiciel est qu'il reste pour l'instant incapable de planifier de longues stratégies dans le temps (plus de 15 secondes).

### Machine de Turing neuronale
Un des défis que tente de relever DeepMind est de réaliser une mémoire à court terme similaire à celle du cerveau humain. Le système développé est un type de réseau de neurones qui a été adapté pour fonctionner avec une mémoire externe. Le résultat est un ordinateur qui apprend en stockant des souvenirs et en les réutilisant pour effectuer des tâches logiques qu'il ne saurait faire autrement. Comme cette forme de calcul diffère significativement de celle d'un réseau neuronal classique, DeepMind lui a donné un nouveau nom : « machine de Turing neuronale ». Cette « machine » apprend comme un réseau neuronal classique en utilisant les entrées qu'il reçoit du monde extérieur, mais elle apprend aussi à stocker ces informations et à les récupérer.

### Deep reinforcement learning
DeepMind combine la technique d'apprentissage automatique « Deep Learning » avec une technique appelée l'apprentissage par renforcement inspirée de travaux de psychologues tels que B. F. Skinner, notamment sur le conditionnement opérant. La technique est nommée « Deep reinforcement learning ». Le logiciel apprend en effectuant des actions et en observant les effets et conséquences, de la même manière que les humains ou les animaux. Mais jusqu'à la publication de DeepMind, personne n'avait réussi à construire un système capable de réaliser des actions aussi complexes que jouer à un jeu vidéo. Une partie du processus d'apprentissage consiste à analyser les expériences passées à plusieurs reprises pour tenter d'extraire des informations plus précises pour agir plus efficacement à l'avenir. Ce mécanisme évoque ce qui se passe dans le cerveau humain : quand nous dormons l'hippocampe rejoue la mémoire de la journée à notre cortex.

### Première victoire contre un joueur professionnel de go
Le jeu de go est considéré comme un des plus difficiles à appréhender pour une intelligence artificielle de par la multiplicité des positions et des placements possibles sur le goban. Le programme AlphaGo mis au point par DeepMind combine l'algorithme Monte-Carlo et les réseaux de neurones, une méthode qui bat les autres programmes de go dans 99,8 % des cas. 
En octobre 2015, l'algorithme AlphaGo de DeepMind a battu le champion européen en titre de go, Fan Hui, par cinq victoires à zéro, première victoire d'un ordinateur contre un joueur professionnel,. Pour mieux comprendre l'importance de cet exploit informatique, voir l'article Jeu de go en informatique.
En mars 2016, AlphaGo gagne contre l'un des meilleurs joueurs du monde Lee Sedol (score 4-1), et bat le champion du monde Ke Jie en mai 2017.

### Raisonnement relationnel
Dans deux études parues début juin 2017, les chercheurs de Deepmind détaillent leurs efforts pour développer des agents dotés de capacité de raisonnement relationnel et prédictif ; deux facultés fondatrices de l'intelligence humaines.
Les deux systèmes sont basés sur des méthodes existantes d'apprentissage machine. Le premier apprend à reconnaître des relations spatiales entre des obje,ts et le second prédit des mouvement d'objets se déplaçant dans un environnement en deux dimensions. Il s'agit d'un « moteur physique intuitif ».
Leurs résultats dépassent tout ce qui a été réalisé auparavant, y compris les meilleurs performances humaines dans certains cas,.
Ces travaux ont été salués par certains chercheurs comme un pas dans la bonne direction, mais quelques uns, comme Sam Gershman, professeur de psychologie à Harvard, sont plus critiques, mettant en garde contre une surestimation de l'importance des résultats de DeepMind. Leur argument est qu'obtenir des performances surhumaines pour chacune des tâches séparées ne permettra pas d'obtenir une intelligence générale surhumaine,.

### Domaine médical
En février 2016, Google DeepMind a signé un partenariat avec le National Health Service (NHS), qui gère les dossiers médicaux de 1,6 million de patients de trois hôpitaux de Londres, afin de développer une application, nommée Streams, aidant les médecins à surveiller les patients ayant des problèmes de reins. Streams est censé éplucher les données en temps réel pour aider le personnel hospitalier à détecter le plus rapidement possible les cas d'insuffisance rénale aiguë, une pathologie dont la prévalence augmente, qui évolue très vite et peut être mortelle si elle n'est pas prise en charge assez tôt. Toutefois, une polémique est née quand il s'est avéré que ce ne sont pas seulement les dossiers des malades des reins qui ont été transmis à l'entreprise, mais ceux de tous les patients, incluant des données sensibles remontant jusqu'à cinq ans : résultats d'examens, indications d'overdose, avortements, VIH, mais aussi des rapports quotidiens de l'hôpital sur l'activité du patient, son emplacement ou encore ses visiteurs ; sans que les patients en soient informés.

### Prédiction de la structure des protéines
AlphaFold est un programme d'intelligence artificielle (IA) développé par DeepMind de Google qui cherche à prédire la structure des protéines à partir de leur séquence en acides aminés. Le programme est conçu comme un système d'apprentissage profond. La deuxième version du logiciel a atteint en novembre 2020, un niveau de précision exceptionnel,. AlphaFold 2 a été décrit dans un article publié dans Nature le 15 juillet 2021. Le logiciel est libre, de même qu'une base de données regroupant les structures de la plupart des protéines de plusieurs espèces, dont 20 000 protéines humaines,.

### AlphaGenome
AlphaGenome, présenté mi-2025, par une prépublication, est un nouveau modèle d’intelligence artificielle créé par Google DeepMind pour aider à mieux comprendre le fonctionnement du génome humain et à prédire avec précision comment certaines variations génétiques (mutations) influencent les processus biologiques qui régulent l’activité des gènes. Contrairement aux modèles précédents, AlphaGenome peut analyser de très longues séquences d’ADN (jusqu’à un million de paires de bases) et prédire des milliers de propriétés moléculaires (dont les niveaux d’expression des gènes, les jonctions d’épissage, ou encore les régions accessibles à certaines protéines). Il s’appuie pour cela sur des données issues de grands consortiums scientifiques (ENCODE, GTEx, FANTOM5, etc.) qui couvrent de nombreux types cellulaires et génomes humains et murins. AlphaGenome, entraîné sur ces bases, égale ou surpasse les modèles les plus performants disponibles sur 24 des 26 évaluations de prédiction des effets des variants. Notamment, il prédit mieux les effets régulateurs de variants génétiques. 
L’architecture de ce modèle d'IA combine des couches convolutionnelles (capables de détecter des motifs courts dans l’ADN) ; des transformeurs (pour relier les informations à longue distance), et des couches finales pour produire des prédictions détaillées. 
Ce modèle complète AlphaMissense (consacré aux mutations codantes), en se concentrant cette fois sur les 98 % du génome non codant pour des protéines, mais qui peuvent influencer leur activité, souvent qualifiés de « matière noire » de l’ADN. Il pourra peut-être ainsi doper la recherche sur les maladies, la biologie synthétique et la compréhension fondamentale du génome. L'API est gratuitement disponible, permettant à des chercheurs et laboratoires d'affiner ou d'étendre le modèle, encourageant ainsi l'innovation et l'analyse comparative collaborative.